# Fresne-le-Plan
Fresne-le-Plan település Franciaországban, Seine-Maritime megyében. Lakosainak száma 547 fő (2022. január 1.). Fresne-le-Plan Bourg-Beaudouin, Letteguives, Renneville, Auzouville-sur-Ry, Bois-d’Ennebourg, Mesnil-Raoul és Montmain községekkel határos.

## Népesség
A település népességének változása:
| Lakosok száma | 633  | 625  | 634  | 609  | 592  | 574  | 567  | 554  | 547  |
|               | 2013 | 2015 | 2016 | 2017 | 2018 | 2019 | 2020 | 2021 | 2022 |